# Осипова, Марина Казимировна
Марина Казимировна Осипова (родилась в 1974 году в Санкт-Петербурге, Россия) — балетмейстер, хореограф, художественный руководитель танцевальных коллективов, автор методических пособий и научных статей по классическому танцу. Автор книги «Профессиональная подготовка будущих артистов балета к исполнению прыжковых движений».
В 2005 году успешно окончила Академию Русского балета имени А. Я. Вагановой в Санкт-Петербурге. С 1992 по 2012 годы — балерина, исполняющая ведущие партии в постановках театра балета «Русский балет» и Санкт-Петербургского государственного академического театра оперы и балета имени М. П. Мусоргского, таких как «Лебединое озеро», «Жизель», «Щелкунчик» и др. С 2000 года — преподаватель классического танца Академии Русского балета имени А. Я. Вагановой. Преподавала классический танец в представительстве Академии Русского балета им. А. Я. Вагановой в Сеуле, Южная Корея.
С 2013 по 2015 гг. — заместитель художественного руководителя и заведующая отделением классического танца в Академии танца Бориса Эйфмана, Санкт-Петербург. С 2015 по 2018 гг. — доцент кафедры хореографии Института театрального искусства в Москве. С 2018 года — преподаватель балета, классического и современного танца в Калифорнии, США. Член жюри танцевальных конкурсов как в России, так и за рубежом.